# Teri Polo
Theresa Elizabeth Polo, mais conhecida como Teri Polo (Dover, 1 de junho de 1969) é uma atriz americana, célebre por seu papel como Pamela Martha Byrnes em Meet the Parents, de 2000, bem como em sua continuação, Meet the Fockers. Foi uma das protagonistas da sitcom I'm with Her e da série dramática The West Wing. Também é conhecida por interpretar Stef Adams Foster na série The Fosters.

## Biografia
Polo nasceu Theresa Elizabeth Polo em Dover, Delaware. Sua mãe, Jane Gentry, é uma dona de casa, e seu pai, Vincent Polo, é um designer de sistemas de som. Ela é de descendência italiana, inglesa e alemã. Ela estudou balé por 13 anos a partir dos cinco anos de idade. Aos 13 anos, ela frequentava a School of American Ballet de Nova York. Depois de vencer um concurso de modelos, ela se mudou para Nova York aos dezessete anos para seguir carreira como atriz.

## Carreira
A estréia de Teri foi na TV 101. Ela também estrelou a minissérie de 1990 O Fantasma da Ópera como Christine Daae. Polo tornou-se um membro regular do elenco na última temporada de Northern Exposure. Mais tarde, ela interpretou o detetive Ash na série de TV Brimstone. Ela apareceu em um papel recorrente recorrente na sexta e sétima temporada do The West Wing, no papel de Helen Santos, esposa do candidato presidencial democrata Matt Santos (Jimmy Smits).
Em fevereiro de 2005, Polo não só apareceu na capa, mas também posou nua na revista Playboy. Sua aparição estava ligada ao lançamento de Meet the Fockers, com texto de capa que fazia peças semelhantes em palavras como "Ela é uma Focker gostosa". Ela ficou em 40º lugar no Maxim Hot 100 Women de 2002. Ela também foi destaque no InStyle. Ela também estrelou o filme Lifetime Movie Network 2006, Legacy of Fear. Em 2007, ela estrelou em um filme Hallmark Channel. Em 2009, ela estrelou o longa-metragem 2:13 e o filme da Hallmark Channel, Esperando um Milagre com Jason Priestley e Cheech Marin. Nesse mesmo ano, ela também estrelou em The Beacon. Ela também apareceu no filme de fantasia de terror dos anos 1980, The Hole. Ela atualmente co-estrelas no ABC Family série The Fosters. Polo interpreta o policial de San Diego, Stef Adams Foster, mãe de três filhos (um de um casamento anterior) e esposa de Lena Adams Foster (Sherri Saum), e os dois são pais adotivos de dois filhos.
Polo participou de várias séries de TV, incluindo The Practice, Felicity, Chicago Hope, Numb3rs, Sports Night, Frasier, Ghost Whisperer, Medium, Law & Order: Los Angeles, Castlee e Criminal Minds.

## Vida pessoal
Em abril de 1997, Polo casou com o fotógrafo Anthony Moore. Eles têm um filho juntos, Griffin (nascido em 2002). Em 2005, Polo e Moore se divorciaram.
Em 2006, enquanto estava no set de um vídeo, Polo conheceu o baterista Jamie Wollam. Eles se mudaram juntos e tiveram uma filha, Bayley, em 2007, mas se separaram em 2012.

## Filmografia
| Ano  | Título                  | Personagem                 | Notas           |
| ---- | ----------------------- | -------------------------- | --------------- |
| 1991 | Born to Ride            | Beryl Ann Devers           |                 |
| 1991 | Mystery Date            | Geena Matthews             | Protagonista    |
| 1993 | A Casa dos Espíritos    | Rosa del Valle             |                 |
| 1994 | Golden Gate             | Cynthia                    |                 |
| 1996 | The Arrival             | Char                       | co-protagonista |
| 2000 | Meet the Parents        | Pam Byrnes                 | Protagonista    |
| 2001 | The Unsaid              | Barbara Wagner             |                 |
| 2001 | Domestic Disturbance    | Susan Morrison Barnes      |                 |
| 2003 | Straight from the Heart | Jordan Donovan             | Protagonista    |
| 2003 | Amor sem Fronteiras     | Charlotte Jordan           |                 |
| 2004 | Meet the Fockers        | Pam Byrnes-Focker          |                 |
| 2007 | Full of It              | Sr. Moran                  |                 |
| 2009 | Two:Thirteen            | Amanda Richardson          |                 |
| 2009 | The Hole                | Susan Thompson             |                 |
| 2009 | The Beacon              | Bryn Shaw                  | Protagonista    |
| 2010 | Little Fockers          | Pamela Martha "Pam" Byrnes |                 |
| 2012 | Beyond                  | Sarah Noble                |                 |
| 2014 | Authors Anonymous       | Colette Mooney             |                 |
| 2016 | Outlaws and Angels      | Ada Tildon                 |                 |